# Ramp

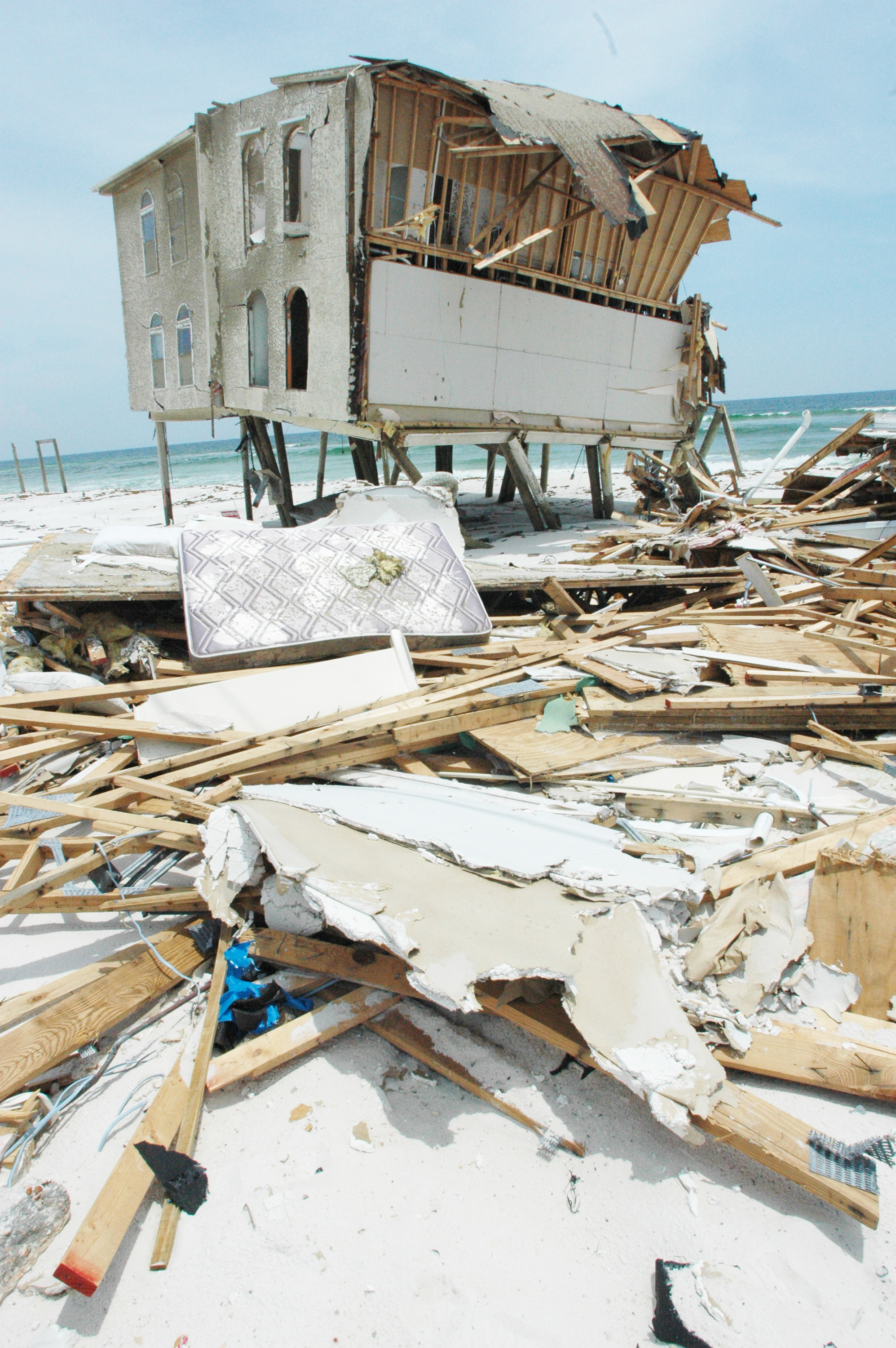
Schade door een orkaan

Een ramp of catastrofe is een gebeurtenis waarbij een ernstige verstoring van de openbare veiligheid is ontstaan, waarbij het leven en de gezondheid van vele personen, het milieu of grote materiële belangen in ernstige mate worden bedreigd of zijn geschaad, en waarbij een gecoördineerde inzet van diensten en organisaties van verschillende disciplines is vereist om de dreiging weg te nemen of de schadelijke gevolgen te beperken.
Bij een ramp zijn veel mensen en instanties betrokken. Dat kan zijn in de rol van slachtoffer, gedupeerde, hulpverlener, bestuurder, nabestaande of anderszins. In sommige gevallen wordt er ook gesproken van een crisis.
Daarnaast kan er sprake zijn van:
- omvangrijke schade
- een groot getroffen gebied
- grote maatschappelijke impact.

Wanneer een (mogelijke) ramp het voortbestaan zelf van de mensheid of zelfs de hele aarde bedreigt, spreekt men van een existentieel risico. 

## Categorieën rampen

### Natuurramp
Onder natuurrampen vallen onder andere:
- Aardbevingen (zie bijvoorbeeld de aardbeving San Francisco);
- Aardverschuivingen;
- Bosbranden;
- Droogten (bijvoorbeeld in de Sahel);
- Epidemieën (bijvoorbeeld het corona-virus);
- Orkanen, cyclonen (zie bijvoorbeeld Katrina in 2005 en Sandy in 2012);
- Overstromingen (zie bijvoorbeeld de watersnood van 1953);
- Tsunami's en andere vloedgolven (zie bijvoorbeeld Azië in 2004 en Japan in 2011);
- Vulkaanuitbarstingen (zie bijvoorbeeld Pompeï, Tambora, Laki, Krakatau, Pinatubo, Mount Saint Helens).

Een aantal zeldzame gebeurtenissen die tot wereldwijde rampen kunnen leiden zijn:
- Uitbarsting van een supervulkaan;
- Inslagen van een planetoïde of komeet (zie ook Schaal van Torino);
- Supernova of hypernova van een nabije ster.

### Antropogene ramp
Een antropogene ramp is een ramp die is ontstaan als gevolg van menselijk handelen of van menselijke aanwezigheid. Vaak duidt men dit soort rampen aan met de Engelse term man-made disaster. Voorbeelden zijn onder meer humanitaire rampen als gevolg van oorlog, vliegrampen, treinrampen, nucleaire rampen en milieurampen.

### Cultuurramp
Een cultuurramp is een ramp die tot gevolg heeft dat de continuïteit van een cultuur ernstig wordt aangetast en dat veel of belangrijke aspecten van een beschaving verloren gaan. Een voorbeeld is de vernietiging van de Boeddha's van Bamyan in Afghanistan 2001.

### Humanitaire ramp
Wanneer een gebeurtenis langdurige rampzalige gevolgen heeft voor grote groepen mensen wordt dit een humanitaire ramp genoemd. Deze ramp kan een gevolg zijn van menselijk handelen of van de natuur. Zie bijvoorbeeld de orkaan Mitch, of Kernramp van Tsjernobyl.

## Ongevallen
- Luchtvaart: Vliegramp, Neerstorten / Noodlanding
- Scheepvaart: Scheepsramp, Aanvaringen / aan de grond lopen
- Spoorwegen: Spoorwegongeval: Treinbotsingen / Ontsporingen
- Verkeersramp: Botsingen, Kettingbotsingen

## Catastrofaal als technische term
Catastrofaal als technische term heeft betrekking op het volledig onklaar raken van een object, bijvoorbeeld in 'catastrofale implosie', ongeacht hoe ernstig het is in menselijke termen, zoals bijvoorbeeld het aantal doden en/of gewonden.